# (11079) Mitsunori
(11079) Mitsunori est un astéroïde de la ceinture principale.

## Description
(11079) Mitsunori est un astéroïde de la ceinture principale. Il fut découvert le 13 janvier 1993 à Kitami par Kin Endate et Kazuro Watanabe. Il présente une orbite caractérisée par un demi-grand axe de 2,63 UA, une excentricité de 0,20 et une inclinaison de 13,9° par rapport à l'écliptique.

## Compléments